# Трамм, Генрих
Генрих Трамм (нем. Heinrich Tramm; 13 марта 1854 года, Ганновер — 13 марта 1932 года, Ганновер) — немецкий политик и государственный деятель. В 1891—1918 годы был директором города Ганновера и сформировал столицу прусской провинции Ганновер на рубеже веков- в эпоху Вильгельма («эпоха Трамма»). Его именем названа площадь перед Новой ратушей- Траммплац.

## Биография
Трамм был сыном ганноверского архитектора Кристиана Генриха Трамма и после ранней смерти родителей (в 1861 году из-за болезни) был на попечении бабушки. После учебы в лицее он изучал право и политологию в Гейдельберге, Лейпциге и Берлине (1874—1877). Уже в 1883 году он стал штатным сенатором ганноверского магистрата, а в 1885 году был избран в прусскую палату представителей от Национальной либеральной партии. До 1891 года Трамм был заместителем городского директора (его сменил в 1891 году Ханс Эйл), затем был избран директором Ганновера (название должности мэра в 1821—1918 гг), эту должность он занимал до 1918 года.

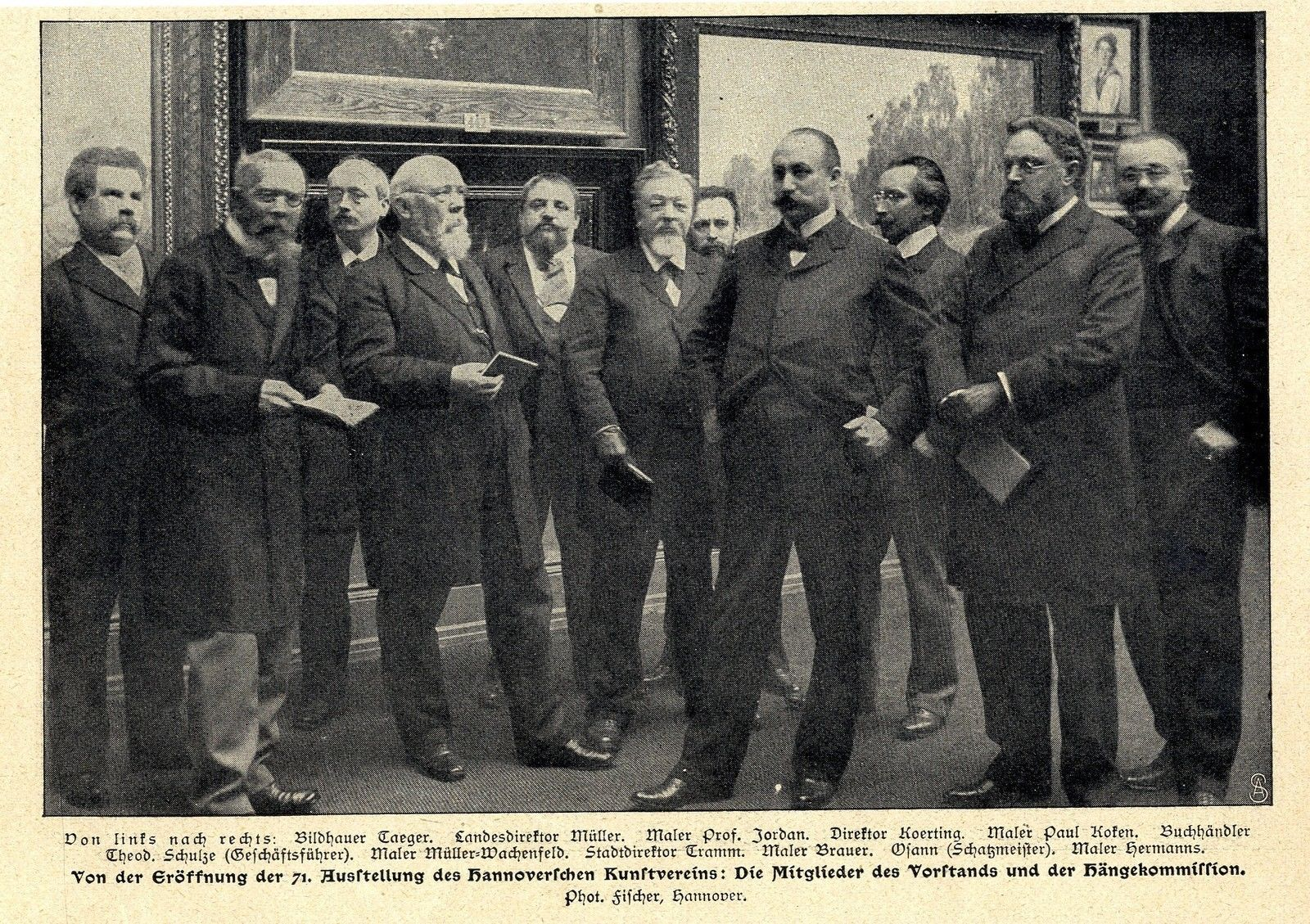
На фотовыставке. Генрих Трамм с членами Ганноверского художественного объединения. 1903 год

В течение трех десятилетий Ганновер пережил бурное развитие. Около 1891 года в черту города Ганновера были включены пригороды Херренхаузен, Хайнхольц, Варенвальд и Лист, была введена в эксплуатацию электростанция Херренхаузен, расширены городское кладбище Штёккен (1889—1892), район Бёдекерштрассен- Bödekerstraßen (Oststadt) и были построены первый рыночный зал (1892), первая больница на Хальтхофштрассе (нынешняя клиника Klinikum Nordstadt). Кроме того, в этом списке дамба в Эгидиенмаш (Egidienmasch), приобретение кирпичных заводов в Грасдорф, Вюльфель и Лаатцен, завершение строительства канализационной системы для центральной части города- ввод в эксплуатацию гидроузла Грасдорф (все до 1901 г.).
Особое усердие проявил Трамм при строительстве Новой ратуши в 1901—1913 гг. Швейцарский художник Фердинанд Ходлер написал для города монументальную картину «Единодушие» («Einmütigkeit», 1913), на которой изображено клятвоприношение ганноверских граждан под руководством Дитриха Арнсборга в верности идеалам Реформации. Вопреки многочисленным возражениям, Трамм отстоял картину, которая сегодня находится в «Ходлер-Заале» Новой ратуши.
Другие изменения, произошедшие при Трамме: расширение главной станции, оборудование пригородных станций, строительство объездной грузовой дороги (1902—1910), приобретение зоопарка в Кирхроде (1903) и Клайне Бульта (сегодня район зоопарка) и его развитие за счет строительства новых уланских казарм, а затем и ратуши, строительство нового ипподрома в Бульте, объединение пригородов Гросс и Кляйн-Буххольц, Ботфельд, Лахе, Кирхроде, Дёрен и Вюльфель в 1907 году. Это означало увеличение городской площади на 60 км², ввод в эксплуатацию гидротехнических сооружений в Эльце и приобретение замковой усадьбы (все до 1912 г.). Последним событием стало строительство ратуши (с 1911 по 1914 год) — Генрих Трамм жил близко, прямо за углом, в служебном особняке, который сохранился до сих пор.
Трамм ушёл в отставку с поста директора города во время ноябрьской революции 1918 года и вернулся к политической жизни в 1919 году, когда был избран в Ганноверский комитет граждан по его собственному списку. В 1924—1929 годы он был одним из лидеров консервативного «Блока порядка» (Ordnungsbloc) и он добивался отставки социал-демократического обербургомистра Роберта Лейнерта, который был непопулярен в буржуазных кругах. Как политический деятель Трамм участвовал в политической жизни по всей стране.
В 1886—1891 годы он был членом прусской палаты представителей от Национальной либеральной партии и в 1891—1929 год в провинциальном парламенте Ганновера, а после революции Трамм присоединился к праволиберальной партии DVP.
Трамм был заядлым коллекционером произведений искусства, в 1891 году он помог 14-летнему художнику Рудольфу Веберу. Под влиянием Макса Либерманна, который писал его портреты и его жены Ольги, Трамм установил связи с современными художниками и добивался покупки Ганновером их картины. В его особняке висело 70 картин.
Первой женой Трамма была Клархен Мейер, умершая в 1896 году. Его второй женой была Ольге Польне (1869—1936), певица ганноверской Хофбюне еврейского происхождения. Трамм имел дочь от первого брака и двое сыновей от второго. Младший сын Оскар (1902—1943) был казнен в 1943 году в тюрьме Бранденбург-Гёрден («VU [осужденный] выступил с подрывными речами в пабе в апреле 1942 года и оскорбил фюрера»- обвинен в нанесении ущерба военной мощи рейха).
Почётная могила Генриха Трамма в столице земли Ганновер, в которой также похоронены его жена Ольга и казненный сын Оскар, находится на городском кладбище Энгесоде, отделение урн 23 E, могила № 1a-b.
Почётный гражданин Ганновера (1916).